# George Wirgman Hemming
George Wirgman Hemming (1821-1905) fue un periodista y abogado de derecho inglés.

## Vida
Nacido el 19 de agosto de 1821, fue el segundo hijo de Henry Keene Hemming de Grays, Essex, y de su esposa Sophia, hija de Gabriel Wirgman de Londres. Educado en la escuela primaria de Clapham, fue al St John's College, Cambridge, donde en 1844 fue Senior Wrangler y primer Premio Smith, y fue elegido para una beca.
Hemming entró en Lincoln's Inn en 1844, pero no fue llamado a la barra hasta el 3 de mayo de 1850, mientras continuaba sus estudios matemáticos. Su trabajo como reportero en los tribunales de la cancillería comenzó en 1859 y continuó sin interrupción hasta 1894. Desde 1871 hasta 1875,  fue abogado menor de la tesorería, generalmente un trampolín hacia el estrado. De 1875 a 1879 fue abogado permanente de su Universidad y fue nombrado comisionado en virtud de la Ley de Universidades de 1877. Como Q.C. practicó ante el vicecanciller James Bacon, y en 1887 fue nombrado árbitro oficial. Elegido juez en 1876, en 1897 se desempeñó como tesorero de Lincoln's Inn.
Hemming murió en 2 Earl's Court Square, South Kensington, el 6 de enero de 1905, y fue enterrado en la antigua iglesia de Hampstead.

## Trabajos
Hemming escribió un tratado elemental sobre el cálculo diferencial e integral (Cambridge, 1848; 2ª edición, 1852); Primer libro sobre trigonometría plana (1851); y Billar tratado matemáticamente (1899; 2ª edición, 1904). Publicó Informes de casos adjudicados en el Tribunal Superior de Cancillería, ante Sir William Page Wood durante 1859-1862 (2 vols. 1861-183, con Henry Robert Vaughan Johnson); y para 1862–65 (2 vols. 1864–5, con Alexander Edward Miller). En el establecimiento de la información del consejo de la ley, Hemming actuó como editor de Equity Cases y Chancery Appeals, que posteriormente se fusionó en la serie de la división de la cancillería de Law Reports. Fue colaborador habitual de Saturday Review, del que se reimprimió un folleto sobre la fusión de la ley y la equidad en 1873.

## Familia
Hemming se casó en 1855 con su prima segunda Louisa Annie, hija de Samuel Hemming de Merrywood Hall, Bristol, y tuvo cuatro hijos y cuatro hijas. El hijo mayor, Harry Baird (n. 1856), fue reportero legal de la Cámara de los Lores; una hija, Fanny Henrietta (1863–1886), artista expuesta en la Royal Academy.
- Datos: Q15990033